# Lloyd's Building
Il Lloyd's Building (talvolta detto Inside-Out Building) è un edificio direzionale di Londra, sede della compagnia di assicurazioni Lloyd's di Londra. Fu inaugurato nel 1986 e nel 2011 è stato tutelato come monumento classificato di grado I, edificio più recente ad aver mai ottenuto tale status.

## Descrizione
L'edificio consiste in tre torri principali e tre di servizio interno a uno spazio centrale rettangolare. L'anima è l'ampia Underwriting Room al piano terreno, che contiene la "Campana Lutine", già appartenuta alla HMS Lutine, fregata francese, passata agli inglesi nel 1793 e naufragata nel 1799 presso le Isole Frisone Occidentali a causa di una tempesta; essa veniva utilizzata nel precedente edificio per annunciare, con un tocco, eventi tragici che avevano comportato una grossa perdita, e con due tocchi, per annunciare avvenuti grossi recuperi. Anche nel primo piano è conservato il "libro delle perdite" che per 300 anni è stato utilizzato per registrare le perdite più significative con una penna d'oca. La Underwriting Room (spesso chiamata semplicemente the Room) è sovrastata da gallerie che formano un atrio alto 60 metri illuminato naturalmente da un tetto a volta a botte in vetro. Le prime quattro gallerie si aprono sullo spazio dell'atrio e sono collegate da scalinate nel centro della struttura. I piani più alti sono vetrati e possono essere raggiunti solo tramite ascensori esterni.
L'11º piano contiene la Committee Room (nota anche come Adam Room), una sala da pranzo progettata per William Petty, II conte di Shelburne da Robert Adam nel 1763; essa fu trasferita pezzo per pezzo dal precedente edificio (1958) dei Lloyd's attraverso la strada al 51 di Lime Street.
L'attuale edificio dei Lloyd's è alto 88 metri al tetto, e si sviluppa su 14 piani
In cima ad ogni centro di servizio ci stanno gli impianti di pulizia, aumentando così l'altezza totale a 99,1 metri. Modulare in pianta, ogni piano può essere modificato aggiungendo o togliendo separatori e muri.

## Proprietà
L'edificio fu inizialmente di proprietà della società immobiliare di Dublino Shelbourne Development Group, che l'acquistò nel 2004 da una banca tedesca d'investimenti. Nel luglio del 2013 esso fu venduto alla compagnia cinese Ping An Insurance per 260 milioni di sterline.